# Thermalisme

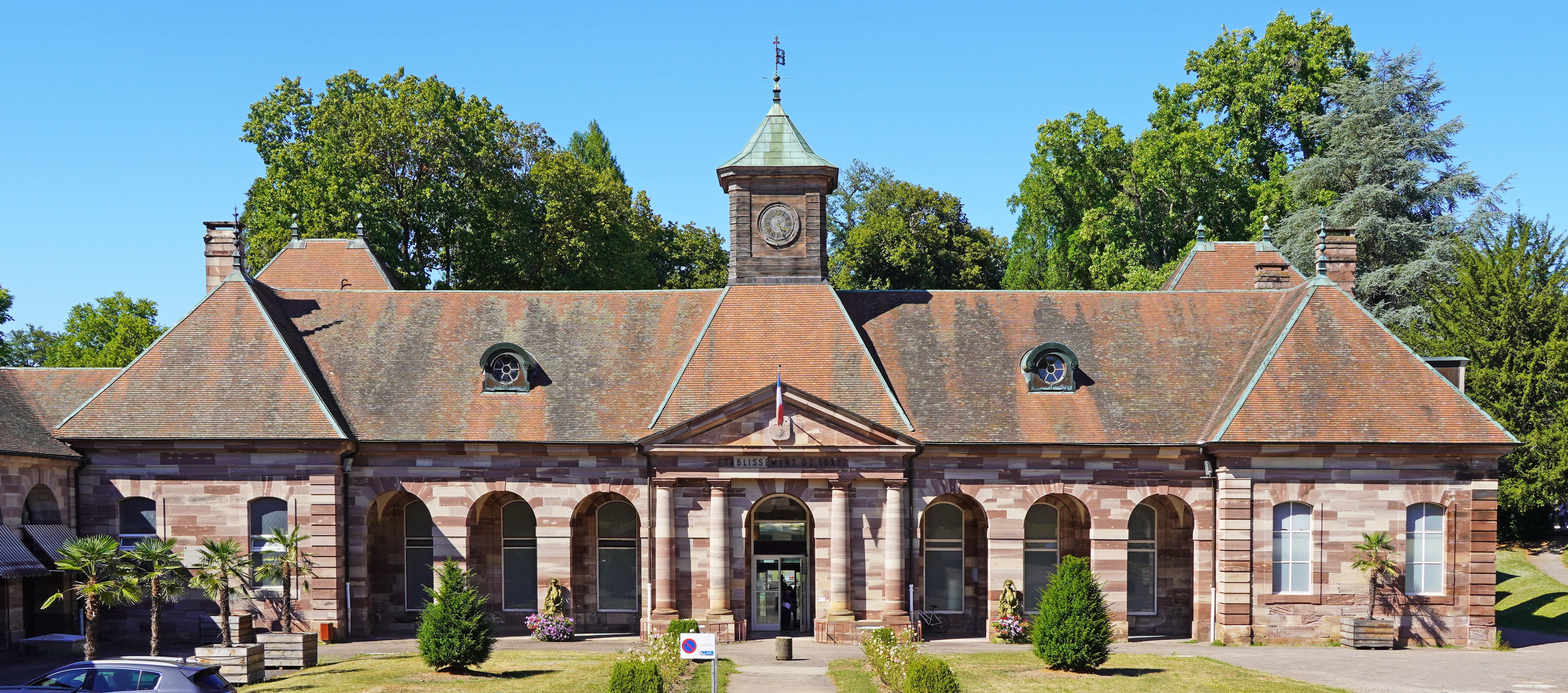
Thermes de Luxeuil-les-Bains (Haute Saône).

Le thermalisme est l’ensemble des activités liées à l’exploitation et à l’utilisation des eaux thermales à des fins récréatives ou de santé. Cela se rapporte aussi bien à l’histoire, l’économie, les acteurs, le patrimoine qu'à l’ensemble des moyens (médicaux, sanitaires, sociaux, administratifs…) mis en œuvre dans les stations thermales lors des cures thermales.
Au sens large, le thermalisme est un phénomène historique, socio-culturel et médical, alors que le thermalisme contemporain concerne essentiellement l'utilisation thérapeutique des eaux thermales (crénothérapie).

## Histoire
L'histoire du thermalisme est complexe et discontinue, le thermalisme historique étant différent du thermalisme moderne très médicalisé.

### Les thermes de l'Antiquité

#### Origines grecques
Les premiers usages des eaux thermales semblent remonter aux Grecs, mais l'existence d'un véritable thermalisme est discutée. L'usage du bain est habituel dès l'époque homérique, le héros prend un bain purificateur et délassant après un combat. La baignoire est un meuble des élites, les athlètes pratiquent des bains individuels ou collectifs. L'usage des eaux thermales est évoqué dès le VIe siècle av. J.-C. par le poète grec Ibycos. La médecine hippocratique utilise les vertus curatives des bains chauds ou froids.
D'autre part, la plupart des sanctuaires grecs, y compris ceux de dieux non guérisseurs, se situent près de sources, notamment d'eaux chaudes. A fortiori, on connait plus de 200 sanctuaires à culte guérisseur disposant de telles sources, où des pèlerins viennent pratiquer des ablutions rituelles. Toutefois, la puissance de guérison est liée aux forces telluriques souterraines et à la présence de la divinité, et non pas aux eaux elles-mêmes, ou à la présence de médecins les utilisant.
Selon E.Samama, on peut avancer que le « thermalisme grec » n'existe pas avant l'époque romaine (à partir du Ier siècle av. J.C). Les textes et les données archéologiques concordent pour ne déceler des installations balnéaires importantes et leur utilisation curative qu'après la conquête romaine. Le thermalisme proprement dit, destiné à des patients ou des curistes, émergerait indirectement d'une tradition religieuse grecque (et non sportive liée aux gymnases) fusionnant avec une tradition sociétale ou récréative des thermes romains.

#### Thermes romains

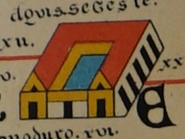
Vignette spécifique indiquant les thermes sur la carte de Peutinger.

Les Romains perfectionnèrent la pratique des thermes par la construction d’aqueducs, dont certains donnaient accès à l'eau potable, tandis que d'autres alimentaient les thermes. La pratique des thermes romains est assez codifiée : on se déshabille pour prendre l'air chaud et les vapeurs, on prend ensuite un bain chaud, puis un bain froid revigorant. La fin du bain consiste en général en une séance d'épilation et de massages.
En Gaule, les Romains fondèrent des thermes à vocation médicale, comme Aquae Tarbellicae (Dax) ou Aquae ou Aix la Romaine (Aix-les-Bains).
Sur la carte de Peutinger (dite « table de Peutinger »), copie médiévale d'une carte de l'Antiquité romaine, figurent plusieurs stations thermales, signalées par une vignette spécifique. On y trouve Aquis Calidis (Vichy), Aquae Bormonis (Bourbon-l'Archambault), Aquis Nisincij (Bourbon-Lancy), Aquis Sextis (Aix-en-Provence), Aquis Neri (Néris-les-Bains)…

### Thermalisme médiéval et au début de la Renaissance

#### Infrastructures

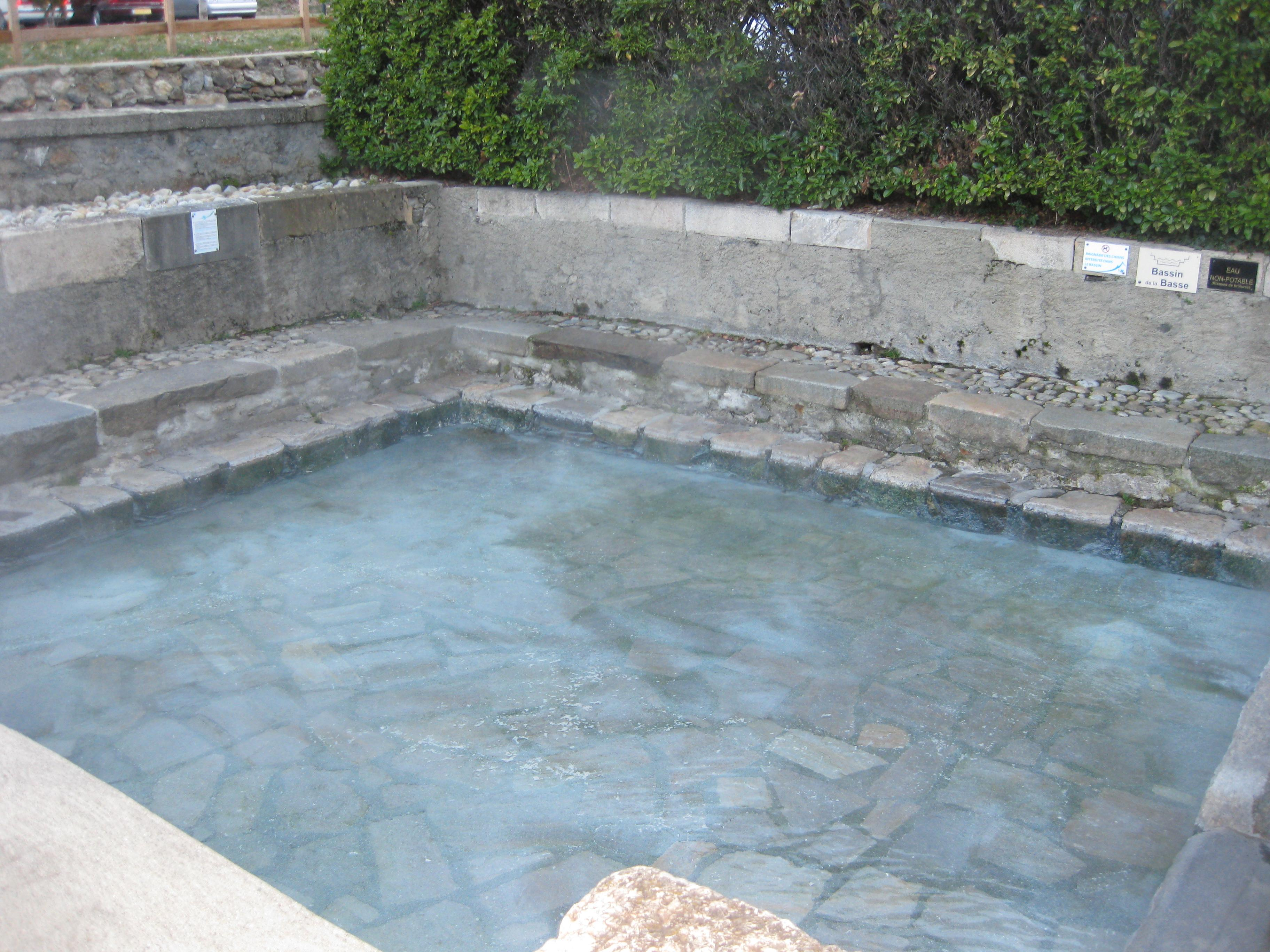
Le bassin des ladres (lépreux) à Ax-les-Thermes, date du Moyen Âge. Sa source soigne les affections dermatologiques et rhumatologiques.

Les infrastructures thermales médiévales sont peu connues, mais il apparait que les bains sont utilisés dès le début du Moyen Âge, à partir d'anciens thermes romains. Les bains prennent de l'importance durant le XIIIe siècle, lorsque les papes les pratiquent eux-mêmes (recreatio corporis). Les premières normes thermales sont édictées par les principales cités-États de Toscane, du Latium et d'Émilie-Romagne. Elles visent à s'assurer la possession et le contrôle public des eaux principalement chaudes et minérales, qui sont vues non pas comme « des eaux miraculeuses », mais plutôt comme « des curiosités et merveilles de la nature ». Les premières cités à définir des espaces thermaux sont Sienne, Bologne, Volterra, Lucques, Florence, Pise.
Les autorités municipales réalisent ainsi des bassins entourés de murs et sans toiture, accompagnés de bâtiments. Certains bassins sont dédiés aux saignées (faites par des sangsues), d'autres réservés aux femmes ou aux lépreux. On plaçait alors les lépreux dans des bains, puis on les envoyait se sécher au soleil pour améliorer leur guérison. Les blessés de guerre se retrouvaient aux thermes pour se rétablir.
Outre les soins pour les maux les plus divers, des sites sont associés à des lieux saints, d'autres à des lieux de licence sexuelle et de prostitution.
L'hébergement aux bains est attesté dès le XIIIe siècle, notamment près de Sienne, d'abord par des campements, puis par des immeubles de rapport, et enfin par des auberges.

#### Premières médicalisations
Les premiers ouvrages médicaux sur les eaux minérales et thérapeutiques apparaissent en Italie, à la fin du XIVe siècle, en Allemagne au XVe siècle, puis en France, Suisse, Angleterre au XVIe siècle, et enfin dans toute l'Europe. Les médecins italiens les plus importants en ce domaine sont Gentile da Foligno, Ugolino da Montecatini, Michel Savonarole, et Andrea Bacci. Ces textes présentent les composantes minérales des sources chaudes, et leur utilisation en fonction des maladies et du type de malade (selon les principes du galénisme). Cette première médicalisation thermale tend à imposer des règles pratiques d'utilisation, qui ne sont pas réellement contrôlées par des médecins sur place, mais plutôt plus ou moins appliquées, par « auto-contrainte », par des curistes cultivés.

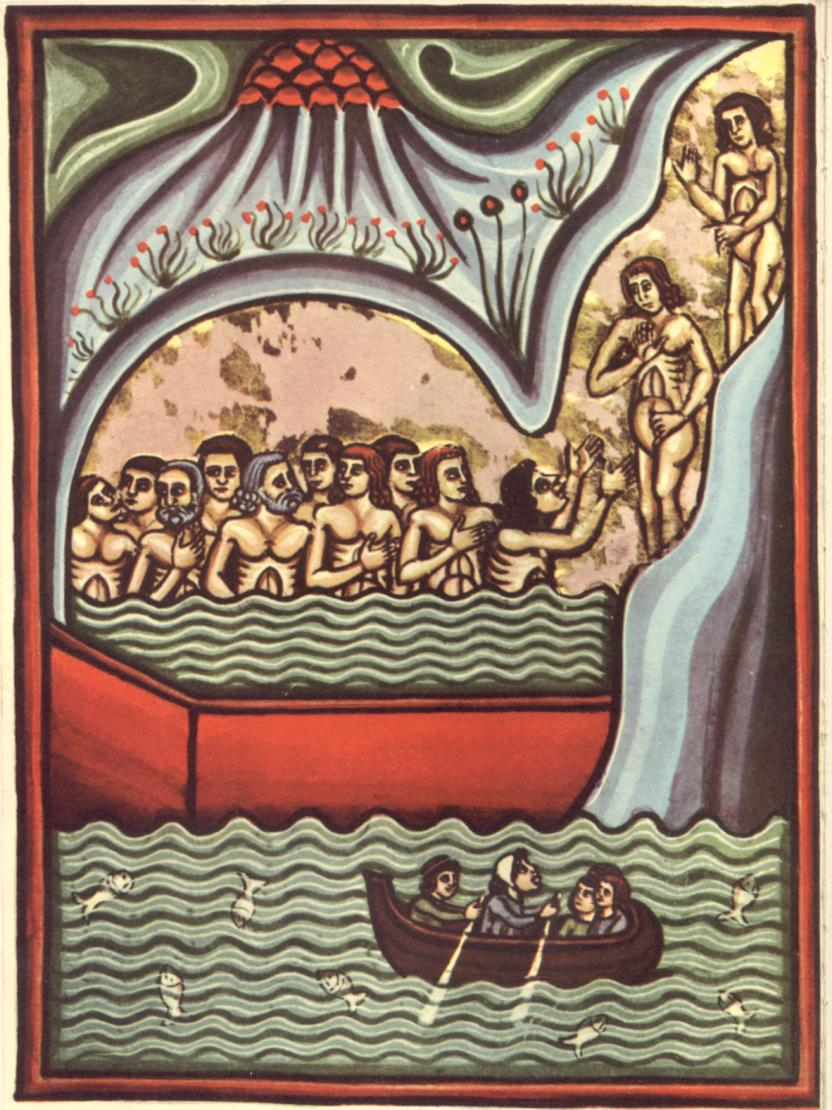
Miniature du manuscrit de De balneis puteolanis (Rome, Bibliothèque Angelica, Ms. 1474) de Pierre d'Éboli.

La première règle est la saison thermale : la balnéothérapie nécessite un séjour de plusieurs semaines lors de mois favorables, variables selon les lieux (le plus souvent mois chauds et tempérés). Avant le XVe siècle la plupart des sites italiens et allemands sont des bassins ou piscines découvertes. La durée et les modalités de séjours dépendent des maladies à traiter. Les autres règles concernent les techniques corporelles qui se diversifient à partir des bains initiaux : les douches, les boissons et les régimes spécifiques de vie. Ces nouvelles pratiques apparaissent d'abord sur les sites toscans à partir de la Renaissance italienne.
Les plus anciennes sources buvables sont utilisées dès la fin du XIVe siècle : Bagno di Montecatini, della Poretta, di Bormio. Une des plus célèbres étant Bagno della Villa, près de Lucques, destination de Michel de Montaigne lors de son voyage en Italie.
Ces cures réglées s'opposent aux comportements jugés trop libres (bonne chère, alcool et sexe) mais proposent aussi la nécessité de divertissements pour garder l'âme joyeuse dans une société apaisante. Les grands personnages en cure ne sont pas seulement accompagnés de leur médecin, mais aussi de courtisans, d'artistes (peintres, musiciens, poètes) et de bouffons.
Les cours d'Europe ont leurs espions dans tous les lieux de cures pour savoir qui s'y trouvent. Les sites thermaux sont tout à la fois un moyen de rencontre, de prétexte d'éloignement sans rupture, de retraite temporaire ou de prise de recul. Durant le XVIe siècle, les voyages et séjours aux bains sont aussi un moyen de manœuvres sociales, politiques ou diplomatiques.
En dehors de l'Italie, les sites les plus renommés de cette période sont Baden et Pfäfers en Suisse, Cauterets et Bagnères en France, Plombières en Lorraine, Spa en Belgique. De façon générale, ces stations se caractérisent par un manque de confort du séjour, même pour les plus réputées (Montaigne s'en plaint).

### Thermalisme à l'époque classique

#### En France
Les premières descriptions de sources thermales sont celles du géographe Nicolas de Nicolay qui décrit celles de Vichy en 1569, et de Nicolas Dortoman, médecin de Montpellier, qui décrit celles de Balaruc en 1579. Cet intérêt grandit avec l'intérêt du Roi lui-même pour les eaux. En 1580, Henri III charge son contrôleur des bâtiments de remettre en état les bains de Bourbon-Lancy, et son médecin d'y préparer le séjour de la reine Louise de Lorraine, qui ne donnait point d'enfants.
Les médecins de Henri IV sont des disciples de Paracelse : Jean de la Rivière (premier médecin), Joseph du Chesne et Théodore de Mayerne (médecins ordinaires). Tous trois sont intéressés par l'iatrochimie des eaux minérales et l'observation de la nature, et aussi à l'élargissement de leur fonction.

##### Administration thermale
Sur les conseils intéressés de la Rivière, Henri IV crée la Charte des eaux minérales, base juridique d'une réglementation et d'une administration thermale en nommant à sa tête un surintendant général des Eaux minérales de France, Jean de la Rivière lui-même (Édit de mai 1605). Cette administration est d'abord constituée d'intendants gérant les eaux à l'échelle d'une province ou d'une région. Puis l'habitude se prend de nommer un intendant pour chaque station thermale importante, et durant le XVIIIe siècle, pour les stations de taille moyenne.

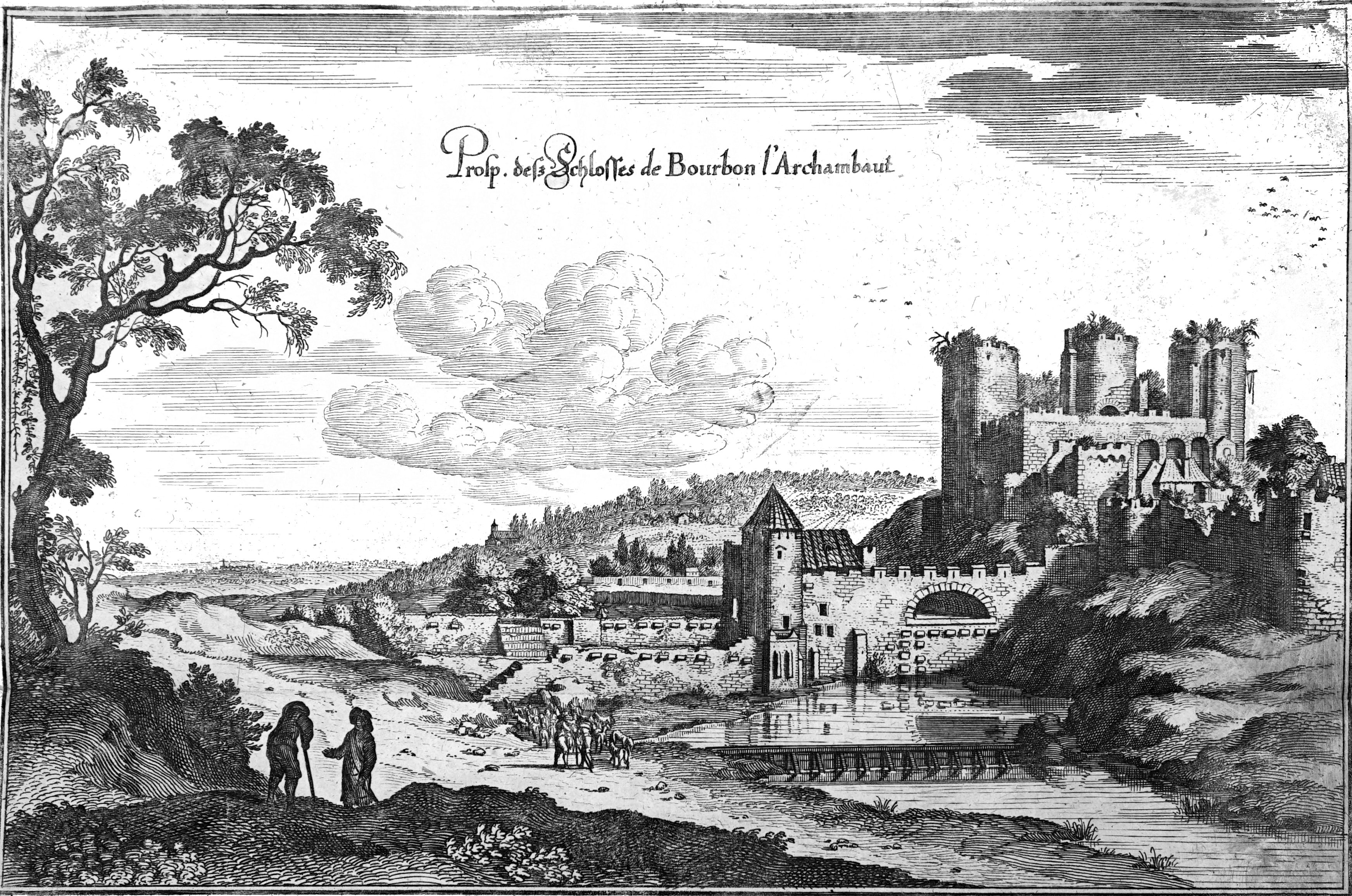
Bourbon-l'Archambault en 1656.

Ces intendants sont des médecins qui précisent le déroulement et les modalités des cures, en veillant à la qualité des eaux et la propreté des bains. L'intendant dirige d'autres médecins, des baigneurs (personnel affecté aux bains) et des fontainiers (personnel affecté aux eaux buvables). L'intendant doit présenter un rapport annuel de gestion au surintendant général. Durant le XVIIe siècle, peu de stations connaissent une réelle fréquentation : Bourbon-l'Archambault, Vichy, Forges, Barèges.
L'armée a fortement contribué au développement de certaines stations comme Bourbonne-les-Bains (Haute-Marne), dès Louis XV et alors que cette toute petite ville avait un passé thermal à l'époque romaine. Ainsi, un hôpital militaire a soigné les soldats blessés dans cette ville viticole (350 ha) qui a trouvé là un excellent débouché pour ses vins.
Entre-temps, en 1685, un édit royal restreint la liberté de puiser gratuitement l'eau, de la transporter et de la commercialiser. afin de préserver leur qualité des fraudes et contrefaçons. Tout au long du XVIIIe siècle, l'usage des eaux minérales devient de plus en plus réglementé (déclaration du 25 avril 1772, arrêt du Conseil du 12 mai 1775, déclaration du 26 mai 1780…) inscrivant les eaux minérales dans une logique pharmaceutique et médicale. Les grandes villes se dotent d'un « Bureau des eaux minérales » chargé de contrôler les brevets, la qualité et le commerce des eaux, Paris en 1716, Marseille 1739, Bordeaux 1745, Montpellier 1753, Toulouse 1762.

##### Médecine thermale
Elle est connue par les consilia en latin, puis les consultations en français, rédigés du XIIIe siècle au début du XIXe siècle. Ce sont des recueils manuscrits ou imprimés rédigés par les médecins thermaux au cours de leurs pratiques. Les médecins français se situent principalement dans le Sud de la France, centrés sur Montpellier. Ce thermalisme ne concerne qu'une faible minorité de malades aisés et d'états pathologiques peu sévères ou séquellaires.
Les doctrines ne se réfèrent pas aux autorités antiques ou médiévales, elle s'appuient d'abord sur les habitudes empiriques d'usage et l'expérience personnelle du médecin. Le discours médical s'adapte selon les courants du moment : au galénisme avec les eaux « rafraîchissantes » et « humectantes » contre les excès de chaleur et de sécheresse, puis au mécanisme avec les eaux « délayantes » et « fluidifiantes » contre les viscosités et obstructions, et enfin au vitalisme avec les eaux « tonifiantes » contre les affaiblissements. Il s'agirait d'un discours subjectif et imaginaire à rapprocher d'un contexte poétique étudié par Bachelard dans L'Eau et les Rêves.
Le développement du thermalisme médical en France est le fait des médecins du Roi. La charge très lucrative de surintendant général des bains, créée en 1605, revient automatiquement au premier médecin du roi en 1709. Selon J. Coste, le thermalisme médical est une voie d'ascension sociale vers la noblesse, rêve de nombreux médecins sous l'Ancien Régime. L'administration thermale est ainsi un lieu de connivences, de liens d'intérêts et de stratégies familiales, dont un exemple réussi est Théophile de Bordeu
.

#### En Allemagne et en Suisse
Les stations les plus renommées se trouvent dans la principauté de Liège avec Spa pour ses eaux froides ; dans le duché de Nassau, avec Schwalbach pour ses eaux minérales, Wiesbaden pour ses eaux chaudes, Schlangenbad pour ses eaux tièdes ; dans la ville libre d'Aix-la-Chapelle pour ses sources très chaudes. En Suisse, ce sont les stations d'Argovie, avec Schintznach et Baden pour leurs eaux soufrées.

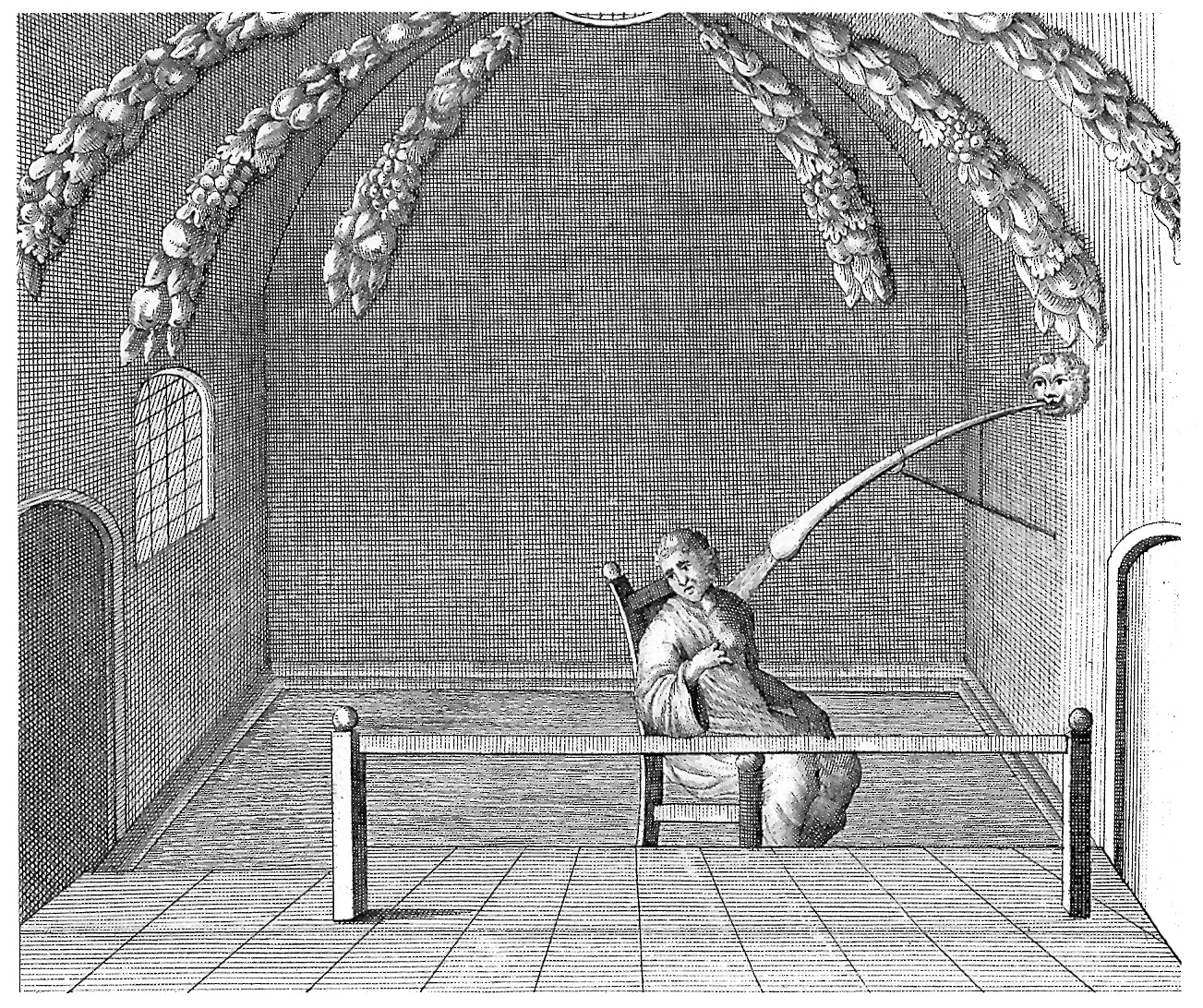
Illustration de Amusements des Eaux d'Aix la Chapelle (1737).

Ces stations ont des bains publics à ciel ouvert, des bains privés couverts, des étuves et bains de vapeur. Les eaux se boivent à la fontaine dès l'aube. Les soins allemands et suisses se caractérisent par une grande utilisation des ventouses. La plupart des maladies chroniques et séquelles de blessures sont traitées à l'exception des maladies de poitrine.
Une littérature allemande sur les bains (Amusements des eaux) se développe durant le XVIIIe siècle. Elle est rédigée en français, langue internationale de l'époque. Il s'agit d'abord de guides-conseils, puis de guides touristiques, récits de voyage, manuels de savoir-vivre, mêlant anecdotes galantes entre curistes et controverses savantes sur les eaux.
Le thermalisme germanique est un tourisme thermal pour les élites européennes, nobles et bourgeoises, basé sur la réputation des eaux, la qualité des soins et l'agrément du séjour. Les divertissements sont nombreux : promenades, pique-nique, excursions, salles de jeux (billard), jeux d'argent (pharaon), loteries, bals, concerts et spectacles… La vie mondaine thermale réunit les deux sexes de façon plus intime, chacun pouvant parler plus facilement du corps et de la santé de l'autre. Selon un texte de l'époque « Il semble qu'à Aix [Aix-la-Chapelle], être malade ou galant soient une même chose ».
Ce thermalisme de plaisirs pour personnes fortunées fait vivre de nombreux métiers, avec des effets bénéfiques sur l'économie régionale. Il attire aussi escrocs et aventuriers. Selon E. Belmas, ce thermalisme représente les prémices d'une industrie des loisirs, d'un commerce de luxe, et aussi celui des contrefaçons, souvenirs et colifichets.

#### En Angleterre

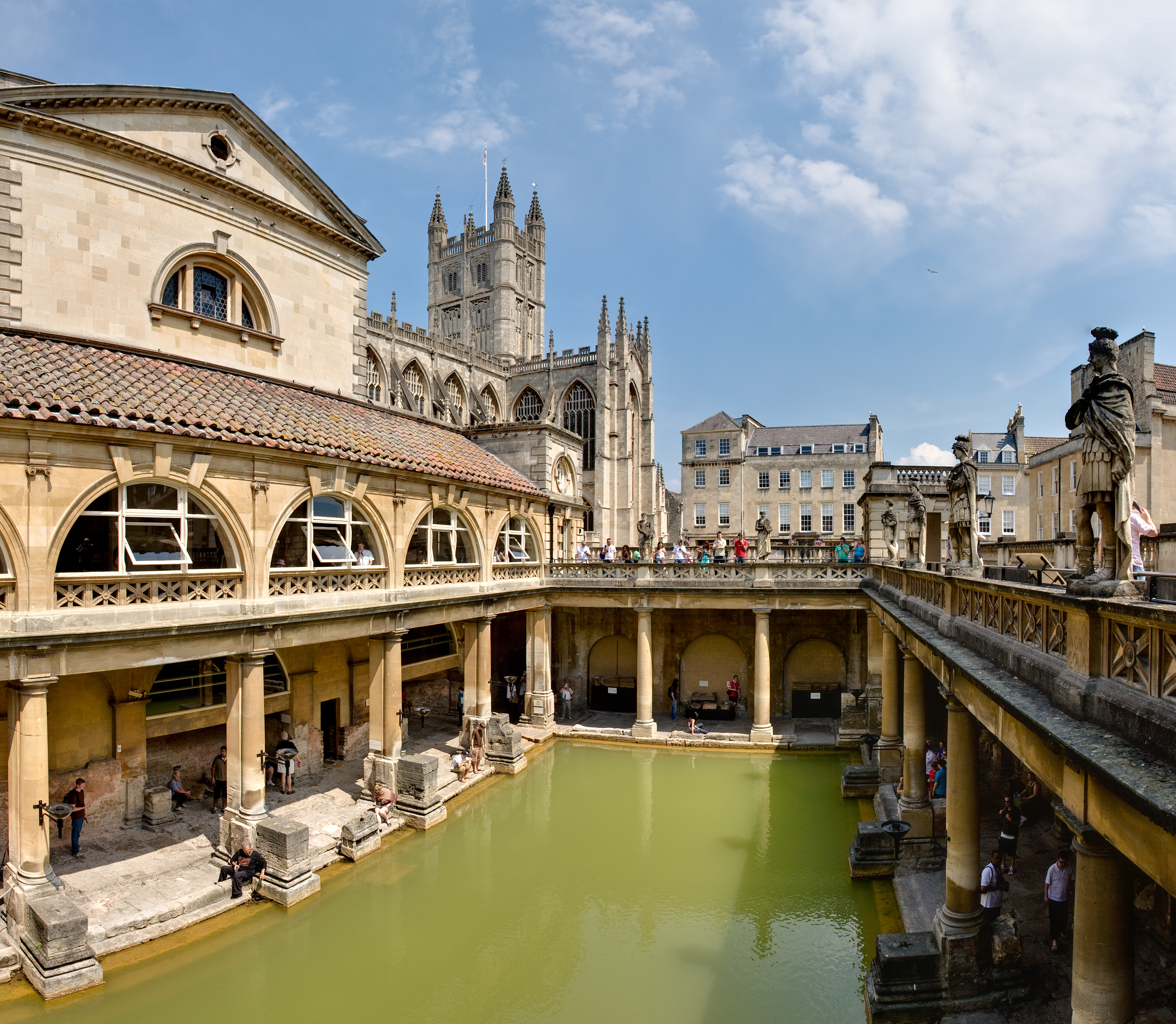
Bains romains de la ville de Bath.

La station la plus renommée est Bath, puis viennent Tunbridge Wells, Buxton, Scarborough et Cheltenham. Comme en Allemagne, ces stations offrent des loisirs et distractions aux aristocrates et grands bourgeois, générant une activité commerciale. Ces stations appartiennent à des personnes ou à des corporations privées, en dehors de la tutelle de la Couronne ou de l'Église. Des entrepreneurs locaux exploitent librement le goût croissant de la bourgeoisie anglaise pour le luxe et la consommation, désireuse d'acheter en un même temps et en un même lieu la santé et des loisirs.
Des eaux sont mises en bouteille, celles riches en fer sont utilisées comme purgatifs, celles de Bath pour soigner la stérilité. Des médecins font breveter des eaux comme médicaments, à l'instar de Nehemiah Grew pour les sels des eaux d'Epsom (riches en sulfates de magnésium). Ce qui donne lieu à une littérature médicale tenant à la fois de l'étude scientifique et du prospectus commercial.

### Les Eaux de la Belle Époque
Le thermalisme connaîtra un engouement exceptionnel au XIXe siècle, porté par la vague du romantisme. Pour des raisons de facilité d'accès, les stations se développeront d'abord à proximité immédiate ou à l'intérieur des grandes villes.

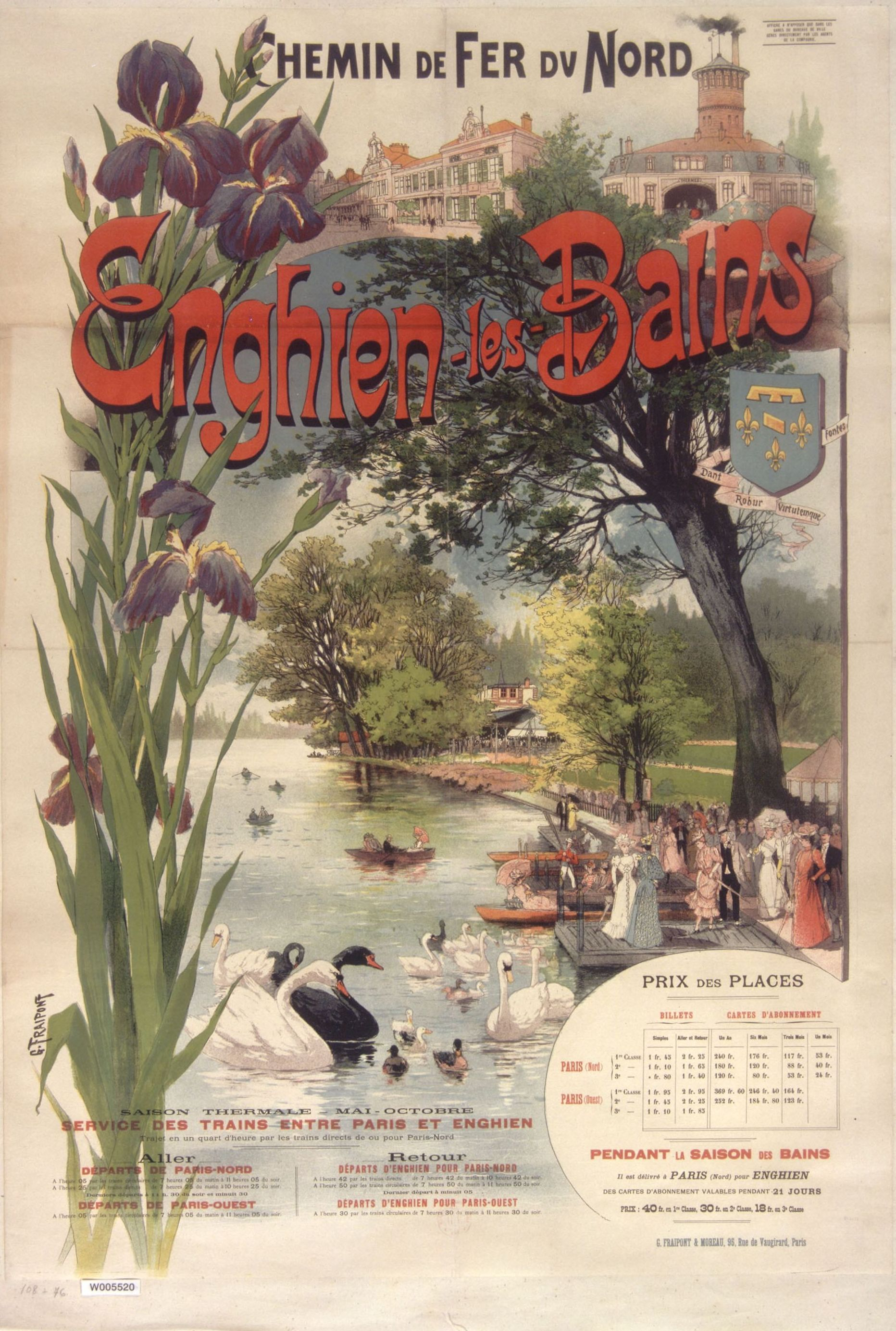
Affiche pour Enghien-les-Bains.

Très rapidement, l'extension rapide des liaisons ferroviaires rendra accessibles ces stations isolées pour les Parisiens et les étrangers. La croissance de la fréquentation s'emballera, et l'on passera de 22 000 curistes en 1822 à 120 000 en 1855. En Savoie, à Aix-les-Bains, des personnalités du monde politique, des arts mais aussi des écrivains vinrent dans la commune pour profiter des sources chaudes qui firent de la ville une station thermale des plus réputées au monde. Aux confins de la Lorraine, une demi-douzaine de stations se développent comme Plombières-les-Bains, la ville aux mille balcons, Vittel, Contrexéville, Bourbonne-les-Bains, Bains-les-Bains, etc.
Dans la chaîne pyrénéenne, pas moins de 31 stations thermales se développeront, portées par le goût impérial pour les villes d'eaux. L'Auvergne n'échappe pas à ce mouvement ; Mont-Dore, Royat, La Bourboule, Saint-Nectaire… et surtout Vichy, qui devient l'archétype de la ville thermale par excellence.

#### Le débat scientifique et institutionnel
Au début du XIXe siècle, les eaux thermales se définissent par leur température (eau de source de plus de 20 degrés), mais cette norme évolue et toute eau minérale naturelle à visée curative sera dite « thermale ». La station n'a pas de définition médicale, le terme vient du langage commun désignant un arrêt ou une pause des voitures publiques puis des trains. La loi du 13 avril 1910 définit une station thermale comme une commune, fraction ou groupement de communes qui possède des sources minérales ou un établissement les exploitant. Cette définition tautologique entérine le fait accompli d'un usage déjà consacré. En 1912, le nombre de ces stations est estimé à près de 110 en France.

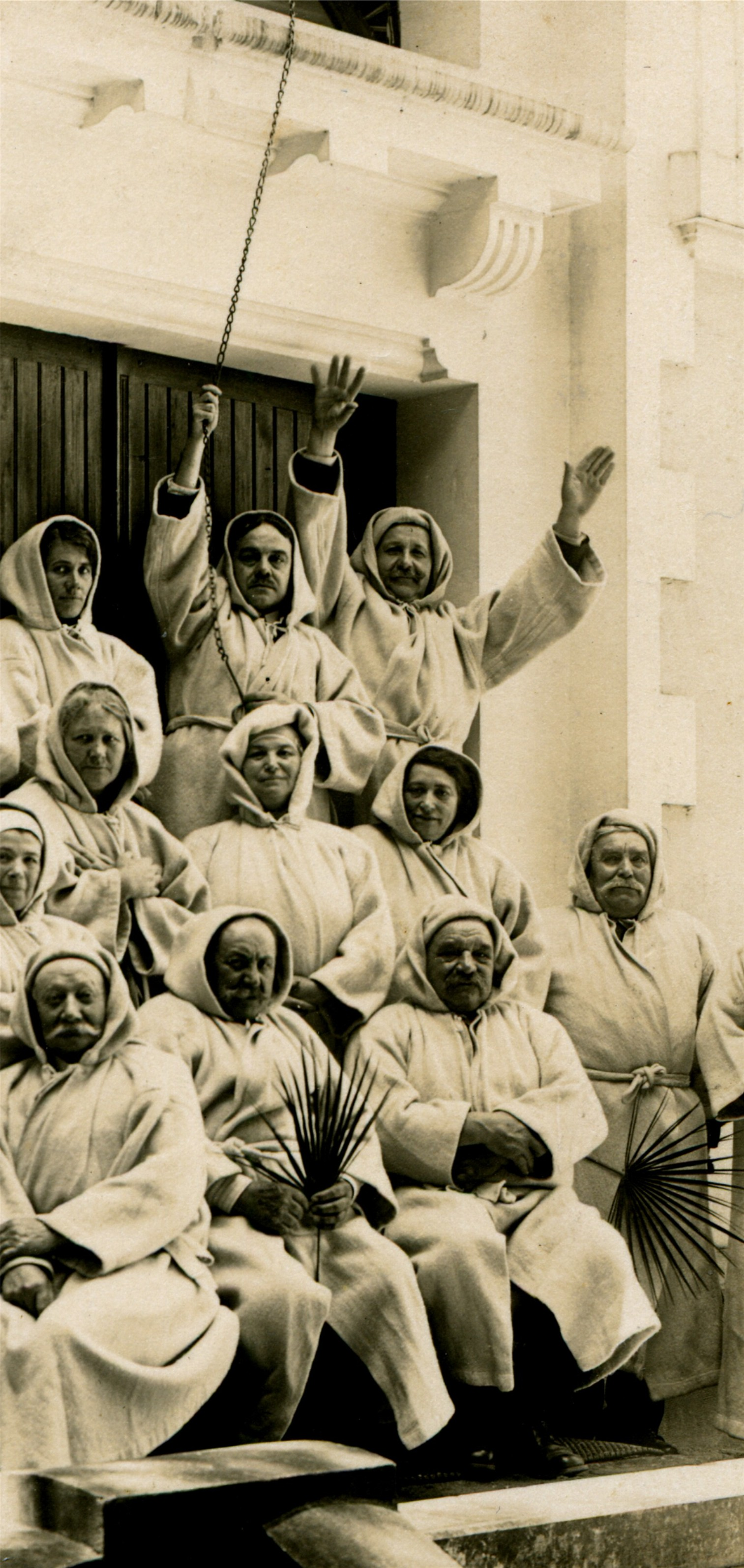
Baigneurs devant la chapelle des Baignots, à Dax, en 1920.

Après la Révolution, l'Académie nationale de médecine hérite des prérogatives de l'Académie royale de médecine, dont la surveillance des eaux minérales. Toutefois son rôle se borne à recommander que les cures thermales soient contrôlées par des médecins. De fait, ce sont les médecins thermaux qui assurent la promotion des stations thermales. Le XIXe siècle voit apparaître un courant médical sceptique ou critique envers le thermalisme auquel on reproche : les liens d'intérêts des médecins thermaux, l'absence de bases scientifiques reconnues, les indications thérapeutiques imprécises, les résultats peu clairs.
Par exemple, la composition des eaux et leurs classifications restent incertaines. La première a été celle selon la température, puis celles de l'iatrochimie et de la protochimie (chimie d'avant Lavoisier). On peut les classer selon leur élément chimique dominant, ou un élément minoritaire mais essentiel (cuivre, arsenic, fer…) ou oligo-élément, ou encore selon leur usage thérapeutique. Le lien entre la composition chimique et l'effet thérapeutique reste approximatif. La découverte de la radioactivité relance durant un temps l'étude des eaux minérales dites indéterminées (sans composition significative), mais d'usage consacré.
Pour répondre à ces critiques, la médecine thermale évolue et se rationalise. Les stations thermales étaient universelles traitant de nombreuses affections en listes interminables. Progressivement elles se spécialisent, en fonction d'indications thérapeutiques plus précises (une ou deux indications principales, et un petit nombre d'indications secondaires). Par exemple, Vichy pour les maladies métaboliques et digestives, accessoirement anémiques et rénales, d'autres stations traitent les affections ostéo-articulaires, respiratoires, dermatologiques… Les stations peuvent se distinguer et gagner leur identité, le territoire national couvrant l'ensemble des pathologies. Cette spécialisation des stations est propre à la France, elle n'existe pas dans les autres pays.
Le thermalisme entraîne ainsi des débats aux enjeux multiples : scientifiques, institutionnels, économiques et politiques. La crénothérapie, fait son entrée universitaire à partir des années 1890 par des cours à Toulouse et Bordeaux où les premières chaires d'hydrologie médicale sont créées dans ces deux villes en 1922. En 1939, 9 facultés de médecine ont une chaire d'hydrologie (en sus : Paris, Lyon, Lille, Nancy, Montpellier, Strasbourg et Alger).

#### Le débat politique et économique
Selon le décret loi impérial du 28 janvier 1860 réglementant les établissements thermaux, l'usage des eaux ne dépend pas d'une prescription médicale, et rien n'oblige un curiste à consulter un médecin sur place. L'avis médical n'est que recommandé, le but recherché étant la prospérité de la station. Les cures sont ainsi librement effectuées : masseurs, personnels des bains et personnel hôteliers, moyennant pourboires, jouent le rôle de guide-conseils dans leur déroulement. Les médecins thermaux sont partagés entre la nécessité de laisser toute liberté aux curistes pour les attirer (curistes - touristes) et le désir d'un pouvoir accru (sur les curistes-patients), voire d'un pouvoir politique local au sein de la commune.

« Le médecin des eaux part avec ses malades dès les premiers jours du mois de juin, il est chargé de procurer des eaux à ses malades, et des malades à ses eaux (…) Le gouvernement qui en octroie le brevet [ de médecin des eaux ] donne rarement les connaissances requises pour en faire usage ; mais trouver un homme qui soit à la fois physicien, botaniste, géologue, chimiste et voyageur, n'est pas chose facile ; on prend un homme politique, et tout est dit. »

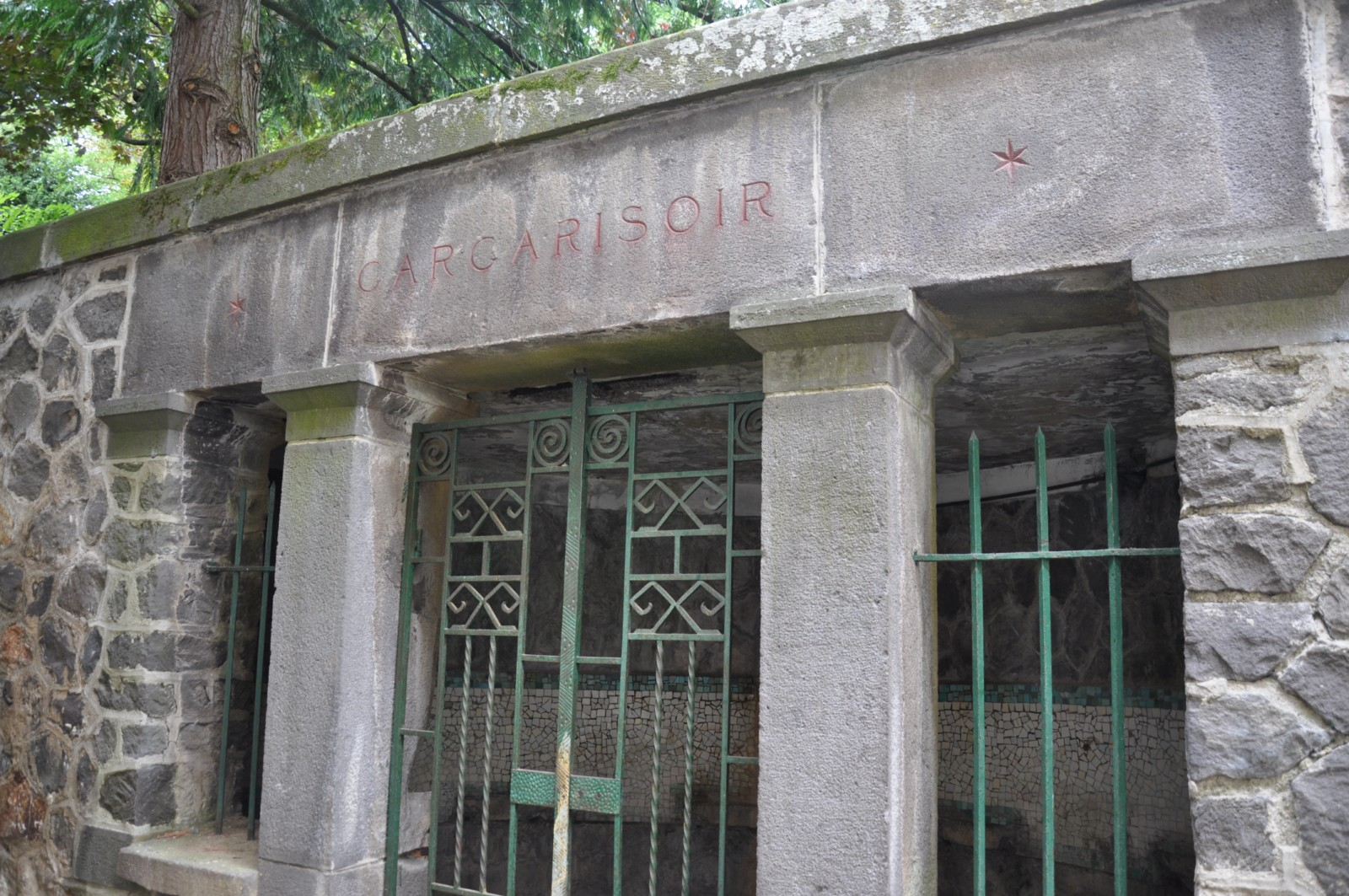
Gargarisoirs à Châtel-Guyon.

Le débat politique porte sur la stratégie : fonder la cure sur l'usage exclusif de l'eau (thermalisme médical) ou aussi sur tout ce qui est autour (thermalisme touristique ou d'agrément). Ce débat reflète une opposition entre modèle français (centralisé et médicalisé) et le modèle allemand (décentralisé et d'agrément). Le modèle allemand apparait d'abord exemplaire pour son organisation remarquables des loisirs. Après la défaite de 1871, une réaction patriotique met en avant la supériorité du thermalisme français par ses eaux de qualité supérieure, et ses stations plus spécialisées et plus vertueuses. Mais les stations françaises doivent se moderniser pour devenir plus attractives, le temps n'est plus où les sites thermaux recevaient des dons lors de visites royales ou princières. Les impératifs économiques conduisent à se rapprocher du modèle allemand par l'instauration de taxes sur le jeu et sur le séjour.
La situation légale du jeu est d'abord confuse : interdit en 1781, autorisé dans les stations thermales en 1806, autorisation abrogée en 1836. Dans la réalité, il existe 150 établissements de jeu au début du XXe siècle en situation de « tolérance illégale ». Différentes lois, en 1907, réaffirment le privilège des villes saisonnières (balnéaires et thermales) en matière de jeu et de taxes sur le jeu. En 1910, une loi permet aux stations de prélever une taxe de séjour, cette possibilité n'est d'abord guère appliquée par les communes, par crainte d'éloigner la clientèle.
En 1919, la taxe de séjour devient obligatoire et une taxe supplémentaire est instaurée, destinée à financer l'Office National du Tourisme (fondé en 1910) et l'Institut d'Hydrologie et de Climatologie de Paris (fondé en 1913). En 1939, sur plus d'une centaine de stations thermales recensées en France, 75 sont classées officiellement, de par la loi, comme « station hydrominérale ». Le développement du thermalisme français, au début du XXe siècle, apparait comme une volonté de surpasser l'Allemagne, et l'un des moyens pour la France d'apparaître comme une grande nation touristique.

## Le thermalisme contemporain en France
(septembre 2016).

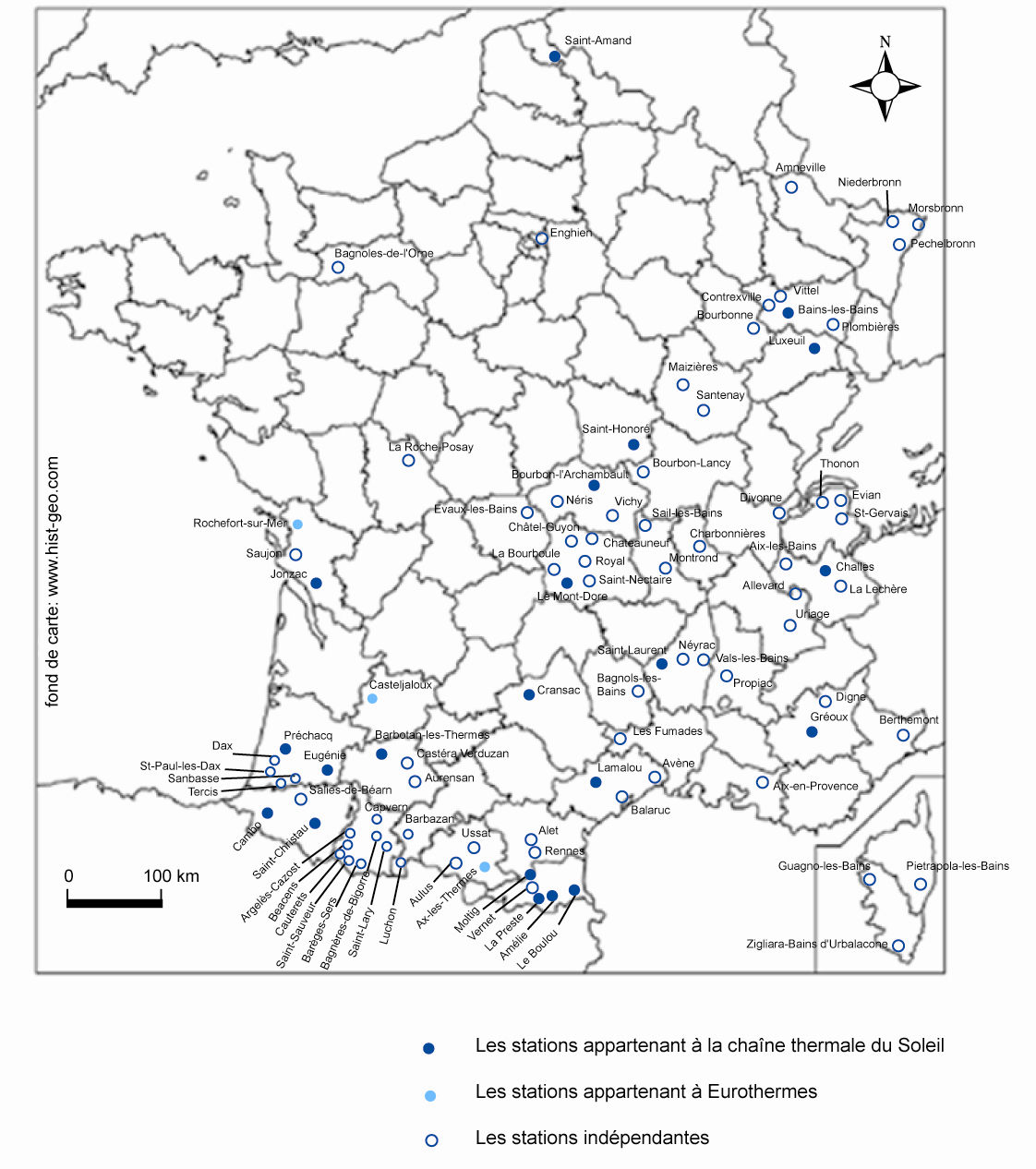
Les villes thermales en France.

Le thermalisme se définit comme l'ensemble des connaissances et des moyens mis en œuvre pour l'utilisation thérapeutique des eaux minérales naturelles, dites « eaux thermales », l'exploitation et l'aménagement des sources et des stations thermales .
Les moyens mis en œuvre sont médicaux, sociaux, sanitaires, administratifs et d’accueil. Le mot thermalisme implique que soit utilisée une eau (gaz, boue…) dont les vertus curatives sont reconnues par le corps médical[réf. nécessaire].
Le thermalisme diffère du thermoludisme et de la thalassothérapie.
C'est en 1950 que les soins thermaux sont pris en charge par la Sécurité Sociale. Cet organisme prend en considération chaque station thermale et contrôle l'eau pour qu’il n'y ait aucune bactérie. Ce processus est tellement respecté qu’au moindre élément pathogène présent dans l’eau, il y a fermeture du centre. Même les hôpitaux n’ont pas un code d’hygiène aussi poussé. Chaque établissement de soins doit être agréé dans le traitement d’une ou plusieurs orientations thérapeutiques et tous doivent être conventionnés par la Sécurité Sociale.

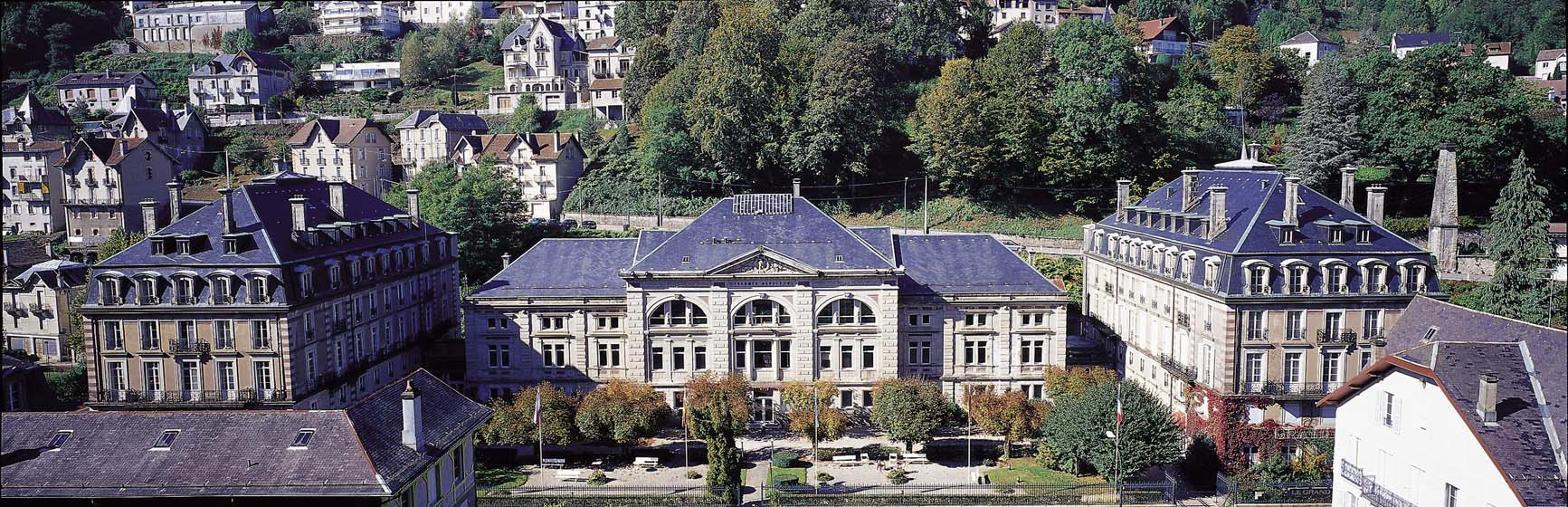
Thermes de Plombières les Bains à Plombières-les-Bains (France).

En 2016, il existe en France 109 établissements implantés sur 89 sites spécialisés dans au moins une orientation thérapeutique (la rhumatologie est la plus courante). Dax compte le plus grand nombre d'établissements. Plus de 500 000 patients effectuent une cure chaque année en France.

### Chiffres clés pour 2019
- 110 établissements thermaux répartis sur 90 stations thermales ;
- Près de 600 000 curistes ;
- Plus de 10 millions de journées de soins délivrées[28] ;
- Les prestations remboursées représentent 0,15% du total des remboursement effectuées par l'Assurance Maladie[29].

### Les eaux minérales naturelles
On recense plus de 770 sources d’eaux thermales en France. Leur exploitation est soumise à autorisation ministérielle, après avis de l'Académie nationale de médecine sur leur utilisation thérapeutique.
Ce statut leur donne des obligations, puisqu’elles doivent être délivrées pures, dans l’état où elles se trouvent à l’émergence, « au griffon », et stables dans le temps. Contrairement aux eaux de distribution, elles ne doivent pas subir de traitement. Elles sont soumises à des normes microbiologiques, avec interdiction d'utiliser des désinfectants.
Le patient sera orienté vers un centre thermal ayant recours à une eau adaptée à sa pathologie selon sa composition minérale.
On classe les eaux minérales en six grandes catégories : bicarbonatées, sulfatées, sulfurées, chlorurées sodiques, avec élément rare (cuivre, sélenium…), et oligo-métalliques (faiblement minéralisées).
Elles sont rapportées à des zones géologiques et géographiques. Le Massif central produit des eaux bicarbonatées ; la zone axiale des Pyrénées, des eaux sulfurées sodiques ; les terrains sédimentaires du nord des Pyrénées, des Alpes et des Vosges, des eaux sulfatées et chlorurées ; la zone sud du Bassin aquitain, des eaux oligo-métalliques chaudes.
Les eaux sont essentiellement météoriques (c'est-à-dire d'origine atmosphérique). Les eaux des massifs cristallins peuvent être, pour une très faible part, juvéniles (c'est-à-dire issues de l'écorce terrestre). Des poches d'eau liées à des gisements de sel gemme ou de pétrole peuvent être fossiles.

### Les activités induites par le thermalisme
L'activité thermale dans une ville ne fait pas fonctionner seulement le centre de cure. De nombreuses autres activités doivent leur succès à la fréquentation des curistes.
Depuis le XIXe siècle le thermalisme a fait bénéficier l'industrie hôtelière d'un apport considérable de clients durant la saison thermale. Au début du XXe siècle où les cures thermales s'adressent à une clientèle fortunée, la mode est aux grands hôtels. Les villes de Vichy et Aix-les-Bains, qui ont connu leur heure de gloire à cette époque, possèdent donc un nombre particulièrement élevé d'hôtels. Avec l'arrivée du thermalisme social, les gens se tournent vers un hébergement en meublé, moins cher et permettant plus d'économie.
Les villes thermales bénéficient aussi, grâce à leur statut de station hydrominérale, de l'autorisation de posséder un casino (Article L.2231-3 du code des collectivités territoriales). Bien que le casino ait perdu l'aspect mondain qu'il avait dans les années d'avant-guerre, il attire toujours une forte clientèle.
On peut aussi citer les commerces, en particulier les services à la personne (pressing, ambulances) indispensables durant une cure de trois semaines pour certains curistes.
Les curistes disposant de beaucoup de temps libre, les activités touristiques sont aussi appréciés en ville thermale.

### La représentation des stations thermales
Créé en 2002, le Conseil National des Établissements Thermaux, seul syndicat professionnel de la branche, regroupe la quasi-totalité des établissements thermaux. Son objectif est de travailler à la modernisation et à l’amélioration de la médecine thermale.
Pour cela il s’est engagé dans une démarche destinée à prouver l’intérêt médico-économique du thermalisme, en lançant plusieurs études permettant de valider scientifiquement le service médical rendu (SMR) des cures.

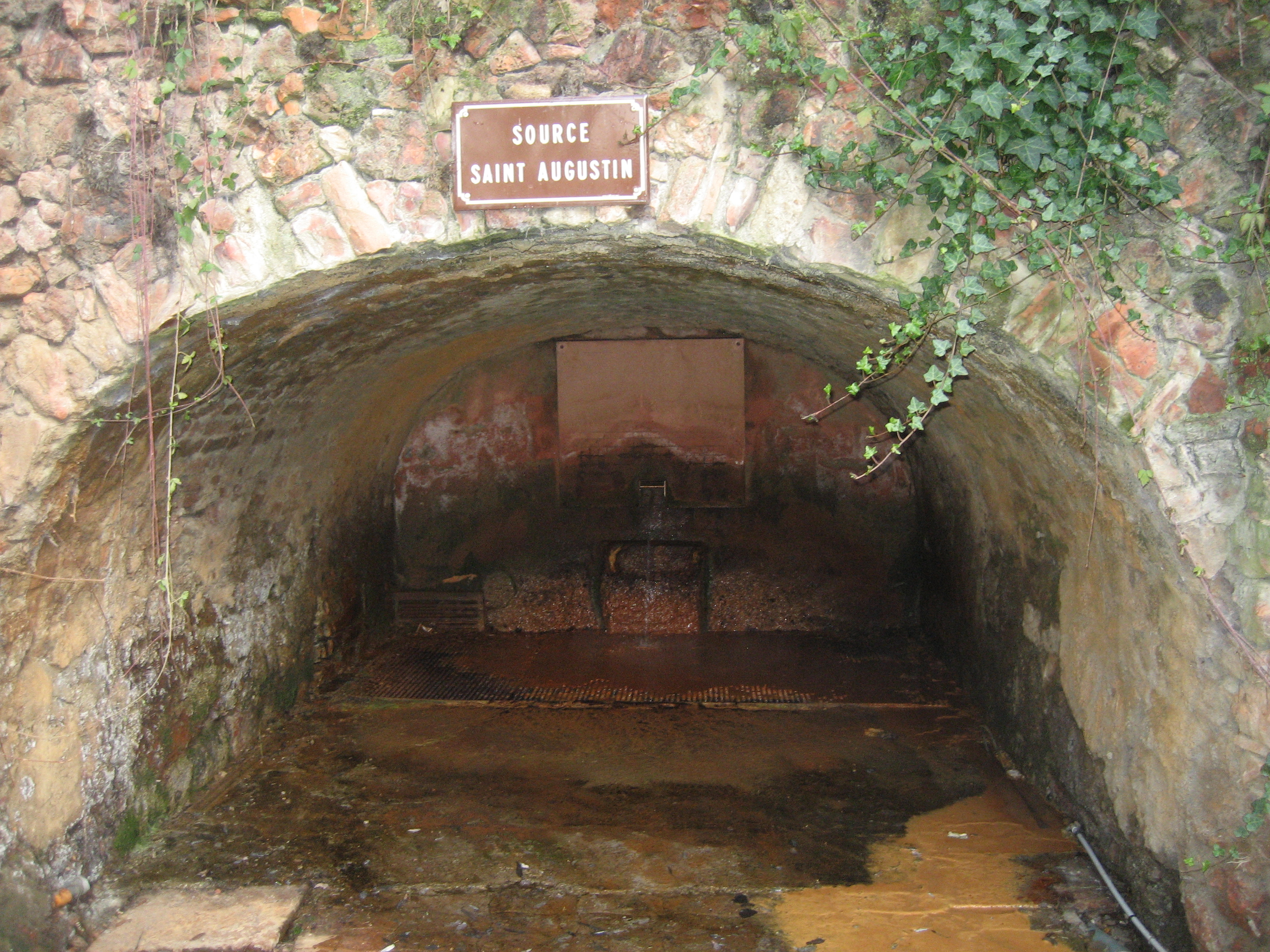
Une source thermale en libre-service : la source Saint-Augustin à Cransac.

### Déroulement d'une cure

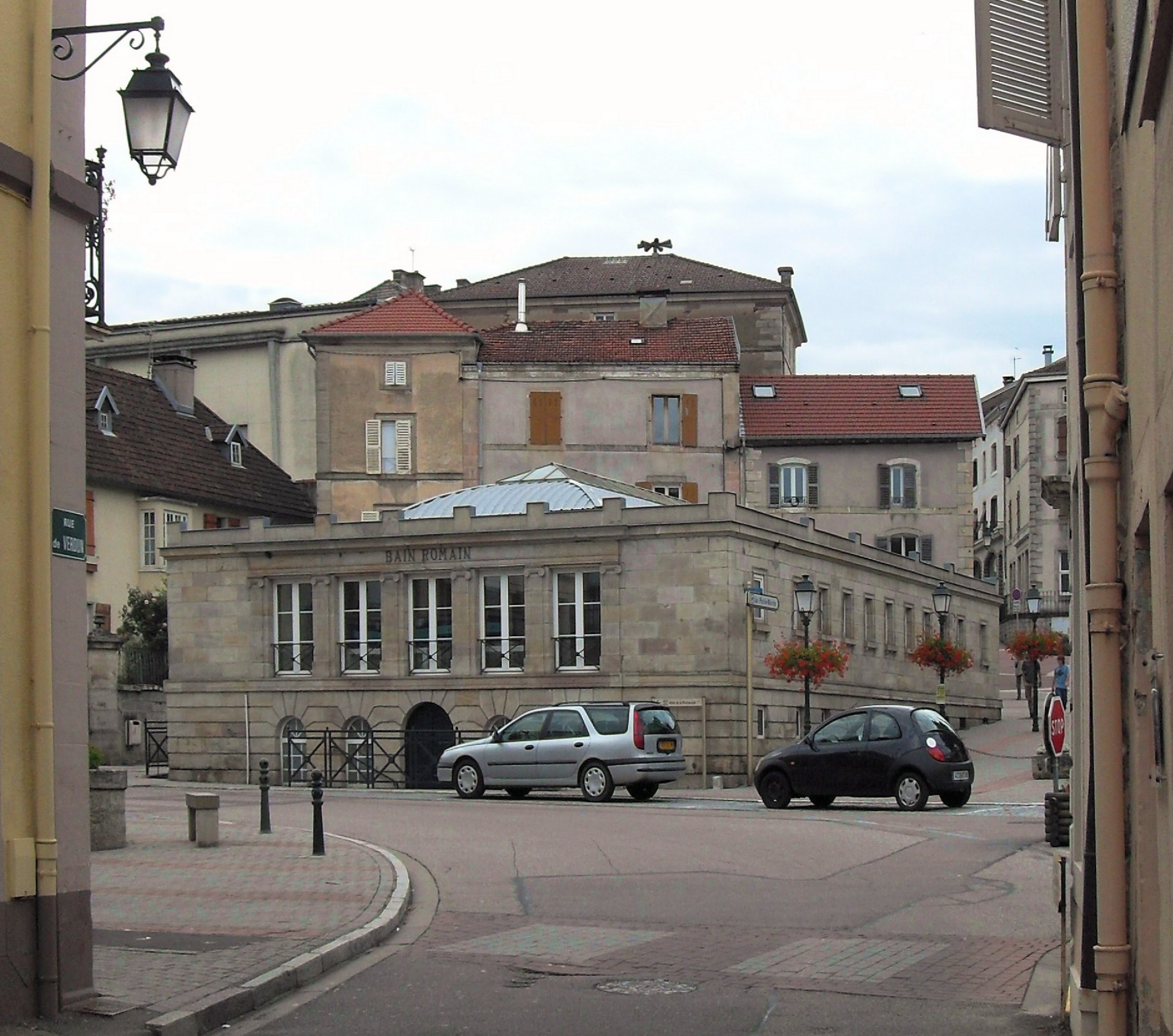
Bain romain de Bains-les-Bains.

La cure thermale la plus pratiquée est la cure médicale prescrite, prise en charge (en partie) par la Sécurité sociale. Cette cure est prescrite par un médecin traitant, généraliste ou spécialiste. Elle se déroule sur trois semaines, dont 18 jours de traitement. C'est un médecin thermal qui prescrit les soins (quatre soins obligatoires par jour en rhumatologie), voire une pratique alimentaire adaptée dans les stations traitant la nutrition, à l'arrivée du curiste dans la station thermale et qui le suit pendant toute la cure (trois visites médicales sont obligatoires durant le séjour).

### Cures de remise en forme

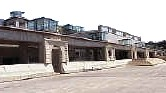
Les thermes Chevalley d'Aix-les-Bains.

Au-delà des utilisations médicales et thérapeutiques, il existe également un thermalisme d'agrément soit dans les établissements de cure, soit dans des établissements de balnéothérapie installés le plus souvent dans les grandes villes. Ces derniers sont sans lien avec la médecine et ne sont pas non plus liés à l'existence de sources thermales naturelles.
Ces cures libres médicalisées ou des séjours de remise en forme, d'une durée d'un week-end (minicures), d'une semaine ou plus.
Certains de ces établissements proposent à leur clients différentes installations telles que bains de vapeur, sauna finlandais, bains à remous, etc.
Il existe beaucoup de soins différents, l'hydromassage, le modelage, la brumisation, le Cellu M6, la pressothérapie, les piscines à jets ciblés…